# Esclarmonde
Pour les articles homonymes, voir Esclarmonde (homonymie).
Esclarmonde est un opéra romanesque en quatre actes de Jules Massenet, sur un livret de Louis de Gramont et Alfred Blau, créé à l'Opéra-Comique à Paris le 14 mai 1889,,  sous la direction de Jules Danbé.

## Personnages principaux
- Esclarmonde - soprano
- Roland de Blois - ténor
- Parséis - mezzo-soprano
- Évêque de Blois - baryton
- Phorcas - basse
- Enéas - ténor

## Argument
La magicienne Esclarmonde, devenue reine de Byzance, séduit grâce à ses pouvoirs le chevalier Roland de Blois, lequel doit l'aimer sans la voir ni connaître son nom, mais doit renoncer à son amour pour lui pour conserver son trône et ses pouvoirs. Plus tard, lors d'un tournoi, Roland gagne la main d'une princesse inconnue qui s'avère être Esclarmonde. 

## Historique
L'œuvre fut écrite pour la cantatrice américaine Sibyl Sanderson, muse de Massenet. Elle chanta le rôle également lors de la première à Saint-Pétersbourg en 1892. 
De nombreuses réminiscences wagnériennes se retrouvent dans le sujet, notamment Tannhäuser et Lohengrin, cependant que l'écriture évoque très nettement le chromatisme de Tristan und Isolde. La richesse de l'orchestration impose le choix d'interprètes aux voix particulièrement larges et étendues pour les deux rôles principaux. 
Dans les années 1970, une importante reprise de l'œuvre avec Joan Sutherland et Giacomo Aragall fut présentée à San Francisco et New York, suivie d'un enregistrement.

## Discographie sélective
- 1975 - Joan Sutherland (Esclarmonde), Giacomo Aragall (Roland), Huguette Tourangeau (Parséis), Louis Quilico (Évêque de Blois), Clifford Grant (Phorcas), Ryland Davies (Enéas) - John Alldis Choir, National Philharmonic Orchestra, Richard Bonynge - Decca
- 1994 - Enregistré en direct lors du festival Massenet de Saint Étienne en 1992, au Grand Théâtre de la Maison de la Culture et de la Communication. Avec Denia Mazzola-Gavazzeni (Esclarmonde), José Semper (Roland), Hélène Perraguin (Parséis), Jean-Philippe Courtis (Phorcas et Cléomer), Christian Tréguier (Évêque de Blois), Guy Gabelle (Enéas). Chœurs du Festival Massenet, Orchestre Symphonique Franz Liszt, Budapest, cond. Patrick Fournilier - Koch-Swann